# Friedrich von Lüneschloß

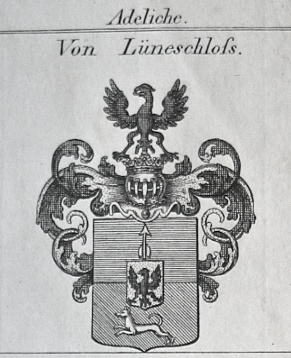
Wappen der Adelsfamilie von Lüneschloß (1822)

Friedrich Karl Siegmund von Lüneschloß (* 11. Dezember 1822 in Augsburg; † 20. Februar 1899 in München) war ein bayerischer Generalmajor und seit 1871 Ritter des Militär-Max-Joseph-Ordens.

## Leben

### Familie
Friedrich von Lüneschloß entstammte der reichsadligen Familie von Lüneschloß, die 1696 eine Bestätigung des Reichsadelsstandes erhielt. Sein Großvater Friedrich von Lüneschloß (1746–1830) war bayerischer Oberstleutnant und Kommandeur der Veteranenanstalt in Donauwörth. Er wurde am 16. April 1817 bei der Adelsmatrikel im Königreich Bayern eingetragen. Friedrichs Vater Ludwig von Lüneschloß (1784–1856) starb als bayerischer Oberst außer Dienst, seine Mutter Babette war eine geborene Herrmann (1797–1871). 
Friedrich war der einzige Sohn des Paares, seine ältere Schwester Amalie (* 1821) starb bereits mit drei Jahren, seine jüngere Schwester Therese (1828–1862) heiratete 1859 den bayerischen Regierungsrat Ludwig Graf.  

### Militärischer Werdegang
Lüneschloß trat am 16. Oktober 1838 freiwillig als Gemeiner und Kadett in das 7. Infanterie-Regiment „Karl von Pappenheim“ der Bayerischen Armee ein und wurde am 1. Januar 1839 zum Korporal befördert. Als solcher wurde er im Juli 1839 zum Infanterie-Leib-Regiment versetzt. Im Dezember 1841 erfolgte seine Ernennung zum Junker, im Mai 1843 zum Unterleutnant und im August 1848 die zum Oberleutnant. November 1848 wurde er Adjutant beim Landwehrbrigadekommando in München. Am 28. Februar 1858 erfolgte seine Beförderung zum Hauptmann 2. Klasse und am 3. November 1861 die Beförderung zum Hauptmann 1. Klasse im Infanterie-Leib-Regiment. Vom 19. November 1864 bis zum 20. Mai 1866 wurde Lüneschloß die Funktion das Adjutanten beim Landwehrkreiskommando von Oberbayern übertragen. In dieser Eigenschaft erhielt er am 20. Februar 1866 das Ritterkreuz I. Klasse des Großherzoglich Hessischen Verdienstordens Philipps des Großmütigen.
Im Krieg gegen Preußen nahm Lüneschloß an den Gefechten bei Nüdlingen am 10. Juli und bei Uettingen am 25. Juli 1866 teil. Für seine Leistungen wurde er im Armeebefehl vom 20. August 1866 belobt und am 9. September 1866 mit dem Ritterkreuz II. Klasse des Militärverdienstordens ausgezeichnet. 
Am 28. Juli 1866 wurde er zum Major im Infanterie-Leib-Regiment befördert. Anfang Februar 1868 wurde Lüneschloß zum 1. Infanterie-Regiment „König“ versetzt und nahm mit diesem Verband, der zum I. Armee-Korps gehörte, 1870/71 am Krieg gegen Frankreich teil. Er kämpfte in den Schlachten bei Wörth (6. August 1870) und Sedan (1. September 1870) sowie den Gefechten bei Artenay (10. Oktober 1870) und Orléans (11. Oktober 1870). Bereits im Armeebefehl vom 20. September 1870 wurde Lüneschloß für seine Leistungen belobt. Nach der Schlacht von Sedan erhielt er das Eiserne Kreuz II. Klasse und im Armeebefehl vom 1. November 1870 das Ritterkreuz I. Klasse des Militärverdienstordens. Bei der Einnahme von Orléans am 11. Oktober 1870 zeichnete er sich, trotz einer Verwundung am rechten Arm, erneut aus und wurde hierfür im Armeebefehl vom 2. Dezember 1870 erneut belobt. 
Ein am 3. Februar 1871 zu Grosbois unter dem Vorsitz von Generalleutnant Joseph Maximilian von Maillinger abgehaltenes Ordenskapitel sprach sich einstimmig für seine Aufnahme in den Militär-Max-Joseph-Orden aus. Durch Allerhöchste Entschließung vom 13. Februar 1871 wurde Friedrich von Lüneschloß, zum Dank für sein tapferes Verhalten bei der Einnahme von Orléans am 11. Oktober 1870, zum Ritter des Militär-Max-Joseph-Ordens ernannt. 
Am 16. Februar 1872 erfolgte Lüneschloß’ Beförderung zum Oberstleutnant im 10. Jägerbataillon und am 4. Dezember 1874 seine Beförderung zum Oberst und Kommandeur im 11. Infanterie-Regiment „von der Tann“. Eine Auszeichnung mit dem fürstlich lippischen Gesamthausorden I. Klasse erfolgte am 12. November 1876. Sein Abschied wurde am 30. November 1879 mit Pension unter Verleihung des Charakters als Generalmajor bewilligt.
Friedrich von Lüneschloß starb am 20. Februar 1899, im Alter von 76 Jahren, in München.

### Ehe und Nachkommen
Friedrich von Lüneschloß heiratete am 24. September 1850 in München Flora Freiin von Seckendorff. Aus der Ehe gingen drei Söhne und zwei Töchter hervor. Die beiden ältesten Söhne Ludwig (1851–1870) und Max (1852–1856) starben noch vor ihren Eltern. Der jüngste Sohn Wilhelm (* 1863) wurde bayerischer Hauptmann und Ehrenritter des Johanniterordens. Von den Töchtern heiratete Julie (* 1857) 1880 den bayerischen Regierungsrat und Bezirksamtmann in Deggendorf Emanuel Ritter Lenk von Dittersberg.